# Magneuptychia pax
Magneuptychia pax es una especie de mariposa de la familia Nymphalidae, distribuida en la región amazónica de Colombia, Ecuador y Perú, entre los 115 y 300 m de altitud.

## Descripción
El tórax es color castaño oscuro, con líneas con aspecto de pelos en el abdomen; las alas miden en promedio 21,2 mm en los machos y 20,6 en las hembras; la coloración general de las alas es marrón con dos líneas verticales oscuras en cada ala claramente visibles en el dorso y más notorias en el dorso de las hembras, que tienen coloración más oscura en el vientre. Presentan ocelos rodeados de un anillo amarillo en la parte inferior de las alas posteriores dorsales, uno muy nítido en la parte ventral, negro con borde naranja y centro grisáceo. Tienen en el ala posterior un borde ancho blanco que se extiende desde los ocelos posdicales hasta el margen de las alas; también, dos puntos en los ocelos de la parte ventral de las alas.

## Taxonomía
La especie se ha clasificado provisionalmente en el género Magneuptychia Forster, 1964, aunque es probable que esto se modifique, a medida que la taxonomía de Euptychiina se resuelve y el género se revisa en detalle.